# Frédéric de Verdun
Frédéric († 6 janvier 1022 à Verdun) est un comte de Verdun (988-1022) et de Castres (1000-1022) de la maison d'Ardenne. Il est fils de Godefroid Ier, comte de Verdun, et de Mathilde de Saxe.

## Famille
Selon la continuation de la Gesta Episcoporum Virdunensium et aussi la Chronica Albrici Monachi Trium Fontium, il était fils de Godefroid Ier, comte de Verdun, de Methingau et de Bidgau et de Mathilde de Saxe,, laquelle était, selon l'Annalista Saxo, fille d'Hermann Ier Billung, duc de Saxe, et d'Hildegarde de Westerburg,.
Ceci est confirmé dans le document no 212 du Mittelrheinisches Urkundenbuch, I, où il est précisé que Godefroid Ier est fils de Gozlin, comte de Bidgau et de Methingau et d'Oda, fille de Gérard Ier, comte de Metz, (petit-fils d'Adalard le Sénéchal) et d'Oda de Saxe.
Godefroid Ier était également frère d'Adalbéron, l'archevêque de Reims, et le neveu de Frédéric Ier, duc de Haute-Lotharingie), et d'Adalbéron Ier, évêque de Metz.

## Biographie
Ses parents se sont mariés en 963 et sa mère, Matilde, était veuve de Baudouin III, comte de Flandre, comme le confirment les Sigeberti Auctarium Affligemense, dont elle avait eu un fils, Arnoul II, ainsi que l'affirme la Genealogica ex Stirpe Sancti Arnulfi descendentium Mettensis.
La continuation de la Gesta Episcoporum Virdunensium, continuatio, relate qu'en 988, Frédéric œuvra à ramener le corps de son frère Adalbéron II, évêque de Verdun, mort en Italie, pour qu'il soit inhumé dans la cathédrale de Verdun.
En tant que fils aîné Frédéric de Verdun a succédé comme comte de Verdun à son père Godefroid, lequel meurt entre 998 et 1002 ; Le nécrologe de la cathédrale de Verdun se contente de donner la date du 3 septembre sans préciser l'année qui est forcément postérieure à 988, car le comte Godefroid est cité à cette date dans un diplôme d'Otton III. Une charte de l'empereur Frédéric Ier Barberousse de 1156 précise que le comté de Verdun fut transféré au diocèse de Verdun pendant le règne d'Otton III, mort en 1002. 
Cependant, la Chronica Albrici Monachi Trium Fontium, en 1005, mentionne Frédéric comme titulaire du comté, et le document documento n° XXVI du Cartulaire de l'abbaye Saint-Vanne de Verdun daté de 1020, le cite comme comte de Verdun (domni Frederici…comes nostre civitatis) et laisse entendre qu'il a continué à tenir le comté à cette date.
Durant cette période, Frédéric obtient également le titre de comte de Castres, comme le confirme le document no 96 des Heinrici II Diplomata, daté du 5 mai 1005 (comitatu predicti Frederici comitis qui vocatur Castricensis).
Selon la Gesta Episcoporum Cameracensium, liber III, son frère Godefroid, est désigné par Henri II comme duc de Basse-Lotharingie à la suite du duc Otton, mort en 1012 sans descendance mâle.
Les deux frères sont par ailleurs cités comme témoins dans une charte d'Henri II dans laquelle l'empereur accorde des privilèges à l'Abbaye de Fulda.
À la fin de sa vie, vers 1020, Frédéric renonce à ses titres et se fait moine à l'abbaye Saint-Vanne, comme le racontent la Vita Richardi abbatis S Vidoni Virdunensis, et le  document n° XXIX du Cartulaire de l'abbaye Saint-Vanne de Verdun, de l'abbé Richard, datant de 1120. 
Le document no 492 des Heinrici II Diplomata indique que l'empereur Henri II confirme une donation faire par Frédéric pour le repos de l'âme de ses parents Godefroid et Mathilde, sans en préciser la date.
Selon la Necrology of Arras St Vaast, p. 10 Frédéric (Fridericus avunculus Balduini Barbati comitis Flandriæ, ortus ex Godefrido Barbato comite Arduennæ, Virduni, Bullonii et Mathilde comitissæ Saxoniæ) est mort le 6 janvier 1022.

## Descendance
On ne connaît pas de descendance au comte Frédéric de Verdun.